# Банија у Народноослободилачкој борби
Банија је током Народноослободилачког рата била једно од већих устаничких жаришта. Банија је ослобођена почетком маја 1945. године у тзв. Карловачкој операцији.

## Усташки терор и припреме за устанак
Убрзо по доласку усташа на власт почињу прогони и масакри локалног српског становништва у Банији. Покољ у глинској цркви се десио 29. јула 1941. године, у мјесту Глина, Банија, гдје су усташе убиле 1.764 људи српске националности. Због тога и сличних случајева, народ масовно бјежи у шуме, што је створило предуслове за устанак.
19. јула 1941. године одржано је партијско савјетовање у шуми Абез, гдје је донијета одлука о дизању устанка.

## Устанак
Група банијских партизана под командом Васиља Гаћеше напала је усташко упориште у Грабовцу Банском 23. јуна 1941. године. Ускоро је образована и Банијска пролетерска чета под командом Николе Демоње. Крајем лета, на територију Баније коју су ослободили партизани предвођени Васиљем Гаћешом, стигао је Сисачки партизански одред са својих 60 бораца.
Крајем 1942. добар дио Баније, осим Сиска, Петриње, Глине, Костајнице и Суње био је ослобођен, чинећи дио великог слободног територија у Босни и Хрватској, знаног под именом Бихаћка република. Почетком 1943. Банија је била захваћена Четвртом непријатељском офанзивом. Непријатељ је почетком августа био присиљен на повлачење с ових подручја.
Средином децембра су поновно покренуте акције против устанка на том подручју када су се њемачке снаге нагажирале у тзв. операцији Пантер с циљем уништења партизана како би се осигурао несметани промет између континенталног дијела и обале. Седма банијска и Осма кордунашка дивизија су током операције разбиле непријатељске снаге.
Како се рат ближио крају, добар дио Баније био је ослобођен, па је у Топуском и Глини било сједиште Централног комитета КПХ и Главног штаба Хрватске. У мају 1944. у Топуском је одржано Треће засједање ЗАВНОХ-а. Банија је коначно ослобођена у тзв. Карловачкој операцији почетком маја 1945. године.
Из Сиска и Баније потрекло је више од 15.000 партизанских бораца, а више од трећине њих је погинуло током рата. На том је подручју пало и око 15.000 жртава фашистичког терора.

## Истакнуте личности НОП-а и народни хероји Баније
| - Ђуро Бакрач - Милутин Балтић - Станко Бјелајац - Живко Бронзић - Васиљ Гаћеша - Раде Грмуша | - Стево Дошен - Симица Драгић - Владо Јанић Цапо - Мате Јерковић - Миланка Кљајић - Филип Кљајић Фића | - Адам петровић - Симо Тодоровић - Душан Ћорковић - Милош Чавић - Илија Шпановић - Мика Шпиљак |